# Palas (filho de Pandião)
Palas foi um filho do rei de Atenas Pandião II. Seus filhos, os palântidas, se opuseram a Egeu e Teseu.
Pandião II era filho de Cécrope II  e Metiadusa, filha de Eupalamus.
Pandião II foi expulso de Atenas pelos metiônidas, filhos de Metion. Metion era irmão de Cécrope ou, segundo Diodoro Sículo, filho de Eupalamus, filho de Erecteu. Pandião fugiu para Mégara, segundo Pausânias, porque ele era casado com a filha do rei Pylas, mas, segundo Pseudo-Apolodoro, Pandião se casou com a filha de Pylas depois que se refugiou em Mégara. Quando Pylas matou Bias, irmão do seu pai, e foi para o Peloponeso fundar a cidade de Pilos, ele passou o reino para Pandião II. Segundo Pseudo-Apolodoro, os filhos de Pandião II nasceram em Mégara, e se chamavam Egeu, Palas, Niso e Lico. Pseudo-Apolodoro e Plutarco mencionam uma versão de que Egeu não seria filho de Pandião II, mas de Scyrius, tendo sido adotado por seu suposto pai. Pandião II ficou doente e morreu em Mégara, onde foi enterrado.
Os filhos de Pandião II retornaram a Atenas e expulsaram os metiônidas,  recuperando o reino para Egeu ou dividindo o reino em quatro, com Egeu com o poder supremo. Niso se tornou o rei de Mégara  e Lico assumiu funções associadas ao culto das Grandes Deusas; foi ele que elevou estes mistérios a grandes honras  e proferia oráculos.
Egeu casou-se com duas mulheres, Meta, filha de Hoples e Chalciope, filha de Rhexenor, mas não teve filhos com nenhuma delas; temendo perder o reino para seus irmãos (Palas, Niso e Lico), Egeu consultou a Pítia, mas não entendeu sua resposta.
Na volta para Atenas, Egeu se hospedou em Trezena, cujo rei Piteu, filho de Pélope, compreendendo o oráculo, fez Egeu se embebedar, e deitar com sua filha Etra. Na mesma noite, porém, Posidão também se deitou com Etra. Egeu deixou com Etra uma espada e um par de sandálias, em baixo de uma rocha, e disse que se ela tivesse um filho, este deveria ser capaz de levantar a rocha e encontrar estes pertences, e que deveria levá-los em segredo ao pai, porque Egeu temia os cinquenta filhos de Palas, que estavam planejando contra ele e o desprezavam, pois ele não tinha filhos.
Quando Teseu foi declarado sucessor do trono, os filhos de Palas se revoltaram, porque Egeu era apenas um filho adotivo de Egeu, sem ser relacionado com Erecteu, e que Teseu não podia ser rei porque era estrangeiro. Eles se dividiram em dois grupos, preparando para atacar Atenas a partir de Sphettus e de Gargettus, mas Leos, de Agnus, contou os planos a Teseu, que atacou um grupo e matou todos; o outro grupo, no qual Palas estava incluído, se dispersou.